# Gnophos accipitraria
Gnophos accipitraria är en fjärilsart som beskrevs av Achille Guenée 1858. Gnophos accipitraria ingår i släktet Gnophos och familjen mätare. Inga underarter finns listade i Catalogue of Life.